# Cladorhiza longipinna
Cladorhiza longipinna är en svampdjursart som beskrevs av Ridley och Arthur Dendy 1886. Cladorhiza longipinna ingår i släktet Cladorhiza och familjen Cladorhizidae.
Artens utbredningsområde är havet kring Hawaii. Inga underarter finns listade i Catalogue of Life.